# Danièle Lamarque
Pour les articles homonymes, voir Lamarque.
Danièle Lamarque, née le 22 janvier 1953 à Bayonne est une haute fonctionnaire française. 
Elle entre en 1984 à la Cour des comptes où elle fait toute sa carrière, puis est nommée en 2014 à la Cour des comptes européenne à Luxembourg.

## Biographie

### Famille et formation
Danièle Francine Lamarque naît le 22 janvier 1953 à Bayonne dans le département des Pyrénées-Atlantiques, du mariage de Jacques Lamarque, responsable d'association, et de Léone Marsan,.
Le 30 juin 1984, Danièle Lamarque épouse Emmanuel Fraisse, professeur émérite de littérature française à l'Université Sorbonne Nouvelle-Paris 3. De ce mariage, naissent trois enfants : Paul, Elise et  Jérémie.
Danièle Lamarque fait ses études secondaires au lycée Marie-Curie de Tarbes puis au lycée Pierre-de-Fermat à Toulouse. Elle poursuit des études supérieures à l'École normale supérieure de jeunes filles de Sèvres, elle est agrégée de lettres classiques.

### Carrière
Danièle Lamarque commence sa carrière en 1977 où elle enseigne aux centres pédagogiques régionaux d'Oujda et de Kénitra au Maroc. Elle revient en France en 1979. Elle intègre l'École nationale d'administration au sein de la promotion Louise-Michel, dont elle sort en 1984 au sein du corps de la Cour des comptes. Elle entre à la Cour des comptes en 1984, à la première chambre, chargée des contrôles du budget et du Ministère des finances. De 1989 à 1994, elle est secrétaire générale du Comité d'enquête sur le coût et le rendement des services publics. En 1998, elle est nommée présidente de la chambre régionale des comptes de Haute-Normandie. De 2005 à 2011,  elle est chef du service des relations internationales de la Cour des comptes. En 2011, elle est nommée présidente de la chambre régionale des comptes de Provence-Alpes-Côte d'Azur,.
De 2014 à 2020, elle est la membre française de la Cour des comptes européenne à Luxembourg. Membre de la chambre chargée de la politique extérieure de l’Union européenne, Danièle Lamarque est en 2016, présidente du comité du contrôle de la qualité des audits de la Cour des comptes européenne.

## Activités académiques et publications

### Activités
Danièle Lamarque s’est associée à des activités d’enseignement, de publication et de recherche en matière de gestion publique, management public et évaluation de politiques publiques : elle est vice-présidente des jurys des concours d’entrée à l'École nationale d’administration (1994), présidente du conseil d’administration de l'École nationale de la santé publique de 2000 à 2007, membre du conseil scientifique (1993 à 1998) puis du conseil national (1998-2002) de la Société française d’évaluation. Elle est membre du conseil national des programmes du Centre national de la fonction publique territoriale, du conseil scientifiques de la revue Politiques et management public (depuis 1990) et du comité de rédaction de la revue Gestion et finance publique.
En 2021, elle préside le think tank « Comité Carnot ». En mai 2021, dans une tribune du quotidien Le Monde, elle propose de supprimer l'l'École nationale d'administration.

### Publications
Danièle Lamarque est l'auteure de nombreuses publications sur le contrôle et l'évaluation de la gestion publique, le management public et la fraude, notamment dans la revue Gestion et finance publique.
Elle a également publié deux ouvrages :
- L'évaluation des politiques publiques locales, éditions Librairie générale de droit et de jurisprudence, 2004  (ISBN 978-2-27502-219-2)
- Contrôle et évaluation de la gestion publique : Enjeux contemporains et comparaisons internationales, Éditions Bruylant, 2016  (ISBN 978-2-80275-322-3)

## Décorations
Le 29 mars 2002, Danièle Lamarque est nommée au grade de chevalier dans l'ordre national de la Légion d'honneur au titre de « conseillère référendaire de 1re classe à la Cour des comptes, présidente de la chambre régionale des comptes de Haute-Normandie ; 29 ans de services civils. » puis promue le 18 avril 2014 au grade d'officier au titre de « membre de la Cour des comptes européenne ».
Elle est nommée le 14 mai 1994 au grade de chevalier au titre de « conseiller référendaire à la Cour des comptes; 20 ans de services civils. » puis promue le 11 novembre 2010 au grade d'officier dans l'ordre national du Mérite.